# Didier Mencoboni
Didier Mencoboni, né à Guingamp le 20 janvier 1959, est un artiste français. Il vit et travaille à Ivry-sur-Seine. Il est représenté par la galerie Éric-Dupont à Paris.

## Biographie
Après des études à l'école des beaux-arts de Quimper, Didier Mencoboni est pensionnaire de l’Académie de France à Rome à la villa Médicis de 1990 à 1991.
Il reçoit une bourse pour un voyage en Islande en 1994.
Il enseigne à l'école nationale supérieure d'art de Bourges de 2000 à 2023.

### Prix
- 1999 : Prix de la fondation Pollock Krasner[5]

## Commentaires
« À la façon d'un musicien qui composerait sur le mode exclusif de la variation, Mencoboni multiplie les jeux formels et les combinaisons chromatiques afin d'élargir le registre d'expression de la peinture. »

— Art Absolument

« Toile après toile, Mencoboni multiplie les expériences et les dosages à base de géométrie, de monochromie, de superpositions, de reprises. Avec beaucoup d'invention, il s'abandonne aux voluptés d'une combinatoire picturale infinie. »

— Philippe Dagen

## Expositions personnelles
- 2023
  - « Didier Mencoboni, une exposition de peintures »[8], centre d'art contemporain de Meymac
- 2019-2020 
  - « Sillage, french contempory abstraction », CMOA Cheongju museum of art, Cheongju, Corée du Sud
- 2018
  - « Portrait de famille », galerie Oniris, Rennes
  - « Didier Mencoboni », château Lescombes, centre d'art contemporain, Eysines
- 2017
  - « Episode XII », galerie Eric Dupont, Paris
  - « Episode XI », galerie Eric Dupont, Paris
  - « Règles souples », galerie Le domaine perdu-L[oft]3* 19, Meyrals
- 2016
  - « ...Etc... 1996-2006, a selection of paintings », Zero gallery, 798 Art District, Pékin
- 2015
  - « Un pas de coté »[9],[10], galerie municipale Fernand-Léger, Ivry-sur-Seine
- 2014
  - « Episode X : génération ...Etc... »[11], galerie Eric Dupont, Paris
- 2013
  - « Playing with colors », Sinsegae gallery, Busan, Séoul, Incheon, Gwangju
- 2012
  - « Éclats et variations », chapelle de la Visitation, Thonon-les-Bains
  - « Housecolor 1, Nuit Blanche », Kiosque Raspail, Ivry-sur-Seine
  - « Housecolor 2, Nuit Blanche », kiosque Lénine, Ivry-sur-Seine
  - « Episode IX : Révolutions », galerie Eric Dupont, Paris
- 2011
  - « Recto verso », Guest Room Contempory Art, Bruxelles
- 2010
  - « Révolutions », Guest Room Comtempory Art, Bruxelles
  - « Episode VIII », galerie Eric Dupont, Paris
  - « S'y perdre »[12],[13], galerie municipale Jean-Collet, Vitry-sur-Seine
- 2009
  - « Vers la frontière », FRAC Paca hors les murs, Tourette-sur-Loup
  - « Random Remake », Guest Room Contemporary Art, Bruxelles
- 2008
  - Galerie Catherine Putman, Paris
  - « Episode VII », galerie Eric Dupont, Paris
- 2006
  - « Un an », galerie Eric Dupont, Paris
- 2005
  - Galerie Eric Dupont, Paris
- 2003
  - Galerie Eric Dupont, Paris
  - Galerie Archétype, Bruxelles
- 2000
  - FRAC Alsace[14], Sélestat
  - FRAC PACA[14], Marseille
  - FIAC, galerie Eric Dupont, Paris
- 1998
  - École nationale des arts décoratifs, Aubusson
  - Galerie Eric Dupont, Paris
- 1997
  - Galerie Eric Dupont, Paris
- 1996
  - « Ultima Thulé », centre d'art d'Ivry-sur-Seine[15]
- 1995
  - Galerie Stadler[16], Paris
  - Galerie municipale Julio-González, Arcueil
- 1994
  - École régionale des beaux-arts de Quimper
  - Galerie de l'Orange Bleue, Douchy-les-Mines
- 1993
  - Ecole régionale des beaux-arts de Rouen
  - Centre d'art et de culture La Coupole, Combs-la-Ville
- 1992
  - Musée des beaux-arts, Mulhouse
- 1991
  - Centre d'art, Ivry-sur-Seine
- 1990
  - Galerie de L'Ancien Collège, Châtellerault
- 1987
  - Galerie Arlogos, Nantes
- 1986
  - Galerie Christian Laune, Montpellier
- 1983
  - « Attention peinture fraîche »[17], galerie d'art contemporain des musées de Nice

## Commandes publiques
- 2007 : Commande publique pour le métro de Toulouse
- 2011 : Tapisserie destinée aux salons de la préfecture de la Creuse[18], Aubusson
- 2014 : Un pas de coté[10], quartier Carnot-Vérollot, Ivry-sur-Seine
- 2017 : Deux vitraux de la chapelle des Pénitents, Collonges-la-Rouge[19]

## Collections publiques
- 2012
  - Centre Georges-Pompidou[20], donation de la collection Florence et Daniel Guerlain
- 2010
  - Frac Picardie, Amiens
- 2009
  - Fondation Colas, Paris
- 2006
  - Artothèque de Caen
  - Galeries Fnac, Paris
- 2004
  - Collection d’art contemporain de la ville de Vitry-sur-Seine
- 2003
  - Frac Alsace, Sélestat
  - Domaine de Chamarandes, conseil général de l’Essonne
- 2002
  - Artothèque du Limousin, Limoges
- 2001
  - Frac Picardie, Amiens
  - Artothèque de Caen
- 2000
  - Frac Alsace, Sélestat
  - Galeries Fnac, Paris
  - Caisse des dépôts et consignations, Angers
- 1999
  - Artothèque du Limousin, Limoges
  - Frac Bretagne, Châteaugiron
- 1998
  - Frac Auvergne, Clermont-Ferrand
- 1997
  - Fonds national d'art contemporain, Paris
- 1995
  - Frac Paca, Marseille
- 1993
  - Galeries Fnac, Paris
- 1992
  - Fdac de Seine-Saint-Denis, Bobigny
- 1988
  - Frac de Franche-Comté, Dôle
- 1987
  - Musée national d'art moderne Georges-Pompidou[20], Paris
  - Artothèque de la ville de Nantes
- 1983
  - Frac Bretagne, Châteaugiron

## Publications

### Éditions
- 1992 : Inventaire, édition de l'école des beaux-arts de Mulhouse, 5 sérigraphies, 100 ex.
- 1993 : Point de vue, édition de l'école des beaux-arts de Rouen, 15 lithographies à 30 ex. ; texte de Gérard Roudaut

### Livres d'artiste
- 1984 : Phantasia, texte d'O. Appert, éditions Æncrages & Co, Bruyère
- 1991 : Élévation, éditions Cardinaux, Châtellerault
- 2012 : Éclats & variations[21], éditions Analogues, Arles, 24 x 17 cm (non paginé [16 p.])  (ISSN 1766-6465)